# Liste der Naturdenkmale in Schlat
| Naturdenkmale | Anzahl |
| ------------- | ------ |
| FND           | 1      |
| END           | 3      |
| Gesamt        | 4      |

Die Liste der Naturdenkmale in Schlat nennt die verordneten Naturdenkmale (ND) der im baden-württembergischen Landkreis Göppingen liegenden Gemeinde Schlat. In Schlat gibt es insgesamt vier als Naturdenkmal geschützte Objekte, davon ein flächenhaftes Naturdenkmal (FND) und drei Einzelgebilde-Naturdenkmale (END).
Stand: 1. November 2016.

## Flächenhafte Naturdenkmale (FND)
| Name                     | Bild | Kennung     | Einzelheiten | Position | Fläche Hektar | Datum         |
| ------------------------ | ---- | ----------- | ------------ | -------- | ------------- | ------------- |
| Unterer Lochteich        |      | 81170430004 | Schlat       | ⊙        | 1,1           | 22. Okt. 1984 |
| Legende für Naturdenkmal |      |             |              |          |               |               |

## Einzelgebilde (END)
| Name                                        | Bild | Kennung     | Einzelheiten | Position | Fläche Hektar | Datum         |
| ------------------------------------------- | ---- | ----------- | ------------ | -------- | ------------- | ------------- |
| 1 Eiche beim Parkplatz a.d.Str.Süßen-Schlat |      | 81170430003 | Schlat       | ⊙        | 0,0           | 22. Okt. 1984 |
| 1 Lärche am Haldenberg                      |      | 81170430001 | Schlat       | ⊙        | 0,0           | 22. Okt. 1984 |
| 1 Linde auf der Viehweide                   |      | 81170430002 | Schlat       | ⊙        | 0,0           | 22. Okt. 1984 |
| Legende für Naturdenkmal                    |      |             |              |          |               |               |